# Deutsche Meisterschaft im Mannschaftsturnen der Bereiche 1941
Die Deutschen Meisterschaften im Mannschaftsturnen der Bereiche 1941 fanden im März und April 1941 statt.

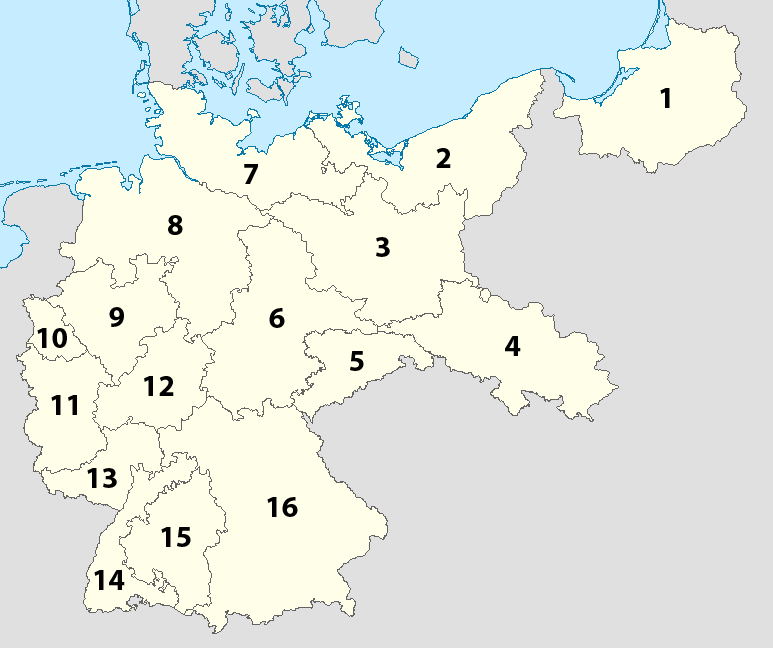
Gebietsstand der Sportbereiche

## Ablauf
Sie wurden nach 1940 zum zweiten Mal ausgetragen.
Die Endrunde wurde am 27. April 1941 in der Essener Kunsteisbahn vor 7000 Zuschauern ausgetragen.

## Die Aufgebote
- Baden: Otto Dilg (Villingen), Franz Eschwei, Emil Anna (beide Mannheim), Max Walter (Weinheim), Franz Beckert (Neustadt), Karl Stadel (Ettlingen).
- Mitte: Walter Baumbach (Zella-Mehlis), Bauer, Fritz Limburg (beide Ruhla), Arthur Kleine, Alfred Müller, Kurt Krötzsch (alle Leuna).
- Nordmark: Stelter (Altona), Walter Behrens (Hamburg), Ernst Peters (Blankenese), Robert Smuda (Hamburg), Kurt Hahn, Rudolf Gauch (beide Kiel).
- Württemberg: Georg Strobel (Hüttlingen), Brunner, Erich und Theo Wied, Karl Weischedel, Eugen Göggel (alle Stuttgart).[1]

Deutscher Meister wurde der Gau Baden, vor Mitte, Nordmark und Württemberg.
Bester Einzelturner wurde Kurt Krötzsch.